# Сіямбаландува (підрозділ окружного секретаріату)
Підрозділ окружного секретаріату Сіямбаландува — підрозділ окружного секретаріату округу Монерагала, провінція Ува, Шрі-Ланка. Головне місто - Сіямбаландува. Складається з 48 Грама Ніладхарі.

## Демографія
| Кількість Грама Ніладхарі | Населення (2012) | Площа (км2) | Густота населення (/км2) | Села |
| ------------------------- | ---------------- | ----------- | ------------------------ | ---- |
| 48                        | 54040            | 1055        | 51                       | 194  |